# Floridai farkas
A floridai farkas (Canis rufus floridanus), a vörös farkas (Canis rufus) kihalt alfaja.

## Rendszertani besorolása
Korábban a szürke farkas (Canis lupus) alfajának vélték Canis lupus floridanus Miller, 1912 név alatt; azonban manapság elfogadják a vörös farkas alfajaként.

## Előfordulása
Mint neve mutatja Florida területén élt. Az utolsó példányt 1908-ban látták. Feltehetően a vadászat és élőhelyének elvesztése okozta kihalását.

### Fordítás
- Ez a szócikk részben vagy egészben  a   Florida black wolf című angol Wikipédia-szócikk ezen változatának fordításán alapul.  Az eredeti cikk szerkesztőit annak laptörténete sorolja fel. Ez a jelzés csupán a megfogalmazás eredetét és a szerzői jogokat jelzi, nem szolgál a cikkben szereplő információk forrásmegjelöléseként.